# Григорій (Калідіс)
Григорий Калідіс (грец: Γρηγόριος Καλλίδης) — святий в Еладській православній церкві, єпископ православної церкви, релігійний діяч. митрополит Іраклійський і Редестоський.

## Життя
Григорій народився 24 січня 1844 року в Кумбао, Едірне, Османській імперії, сьогодні Туреччина. Отримав священничу хіротонію 26 лютого 1862 року. Вчилася в Сіарі з Іоаннісом Пандадісом , потім в Різаріо і на богословському факультеті Афінського університету. 24 березня 1875 року призхначений єпископом Назіанза. 12 травня 1879 року він став єпископом Трабзону.
Під час створення Болгарського екзархату він був відправлений з Константинопольського Патріархату до Єпархії Едема як екзарх, оскільки митрополит Діонісій вирушив до Константинополя. Після тримісячного перебування в Едірне він був обраний 12 травня 1879 року митрополитом Трапезундської єпархії Патріархом Константинопольським Іоакімом III.  

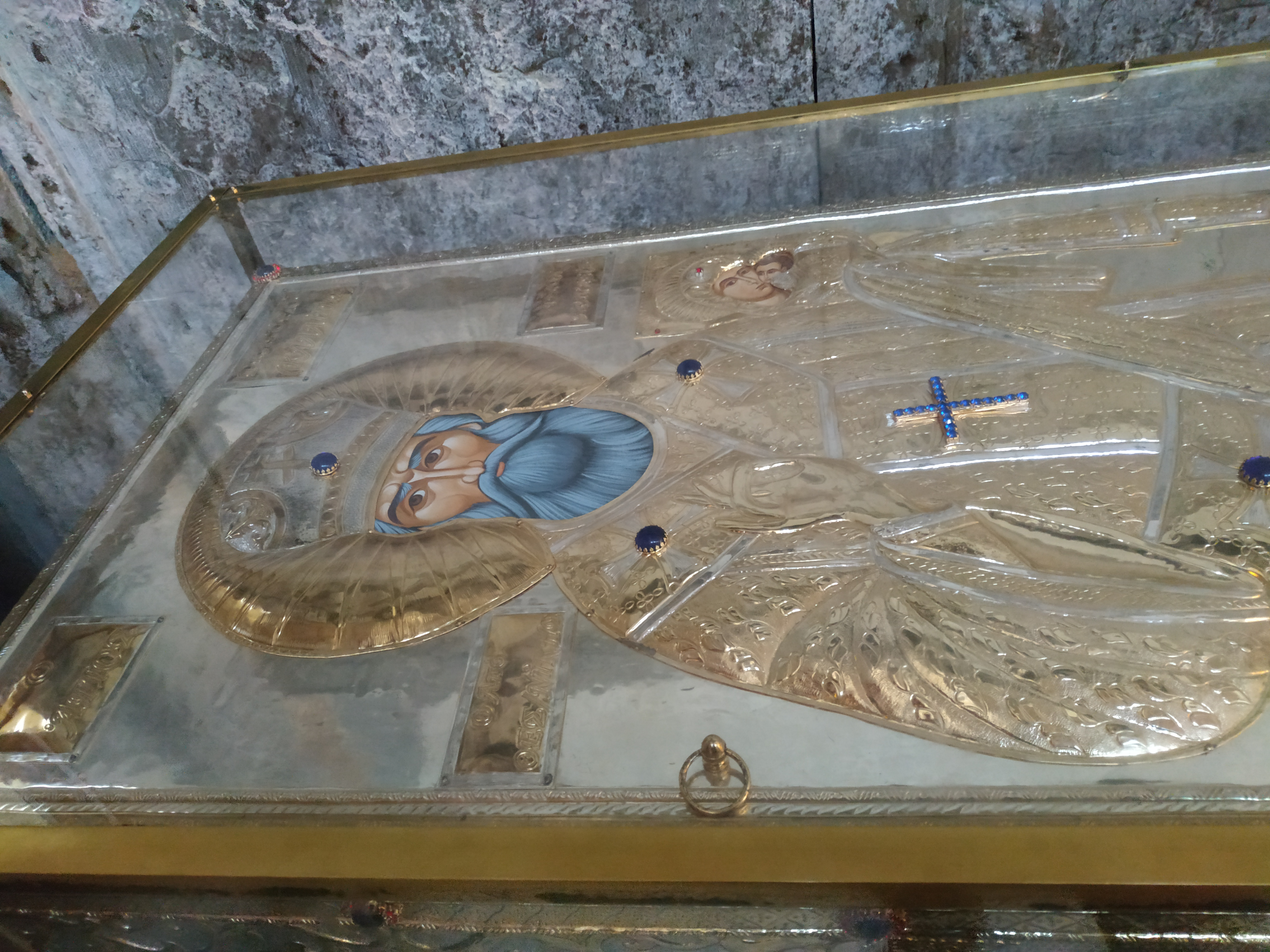
Рака з мощами святого Григорія

У 1882 році митрополит Салоніки Калинік вступив у конфлікт з Салонікським муніципалітетом Салоніки. У 1883 році цей конфлікт посилився, а митрополита звинувачували у сповільненні розвитку грецького навчання в місті. Незважаючи на посередництво сербського і драмського митрополитів. 29 грудня 1884 Григорій був обраний митрополит Солунський, а 20 березня 1885 р на троні в Салоніках. У Салоніках Григорій також стикається з комерційним патріархом у муніципалітеті, який скаржиться на нього в Константинополі. Григорій поїхав до Константинополя, де був виправданий 29 квітня 1889 року, але не повернувся в Салоніки.
25 вересня 1889 року був обраний митрополитом Янінським. Поїхав до Янінської митрополії але в 1892 році він знову оселилася в Константинополі, де був головою Правління друкарні, головою Правління монастирського маєтку, членом Правління Семінарії і головою церковного суду. В травні 1894 року він знову оселився в Янінській митрополії. Під час греко-турецької війни в 1897 році разом з генеральним консулом Греції йому вдалося утримати Янінську митрополію від розкрадання.
З 22 травня 1902 року він був митрополитом Іраку. Після нетривалої хвороби він помер 25 липня 1925 року в Салоніках і був похований у соборі Святої Софії в Салоніках.

## Канонізація
20 липня 1979 року його мощі викопали із Благовіщинського цвинтару в Салоніках щоб перенести в базиліку св. Димитрія Солунського. Виявилося що від них йде приємний запах. З тих пір люди отримують біля раки з мощами зцілення. Патріаршим і синодальним актом 22 травня 2003 року було канонізовано. Рішенням Священного синоду Російської православної церкви від 6 жовтня 2003 року його ім'я було включено в календар Руської православної церкви зі святкуванням його пам'яті 12 липня, «як це встановлено в Константинопольській церкві».